# المدرسة الخديوية
المدرسة الخديوية الثانوية العسكرية بنين هي مدرسة ثانوية للبنين، تأسست عام 1836 عصر محمد علي باشا، تقع في حي السيدة زينب بالقاهرة، وتعتبر أول مدرسة ثانوية في مصر وهي أم المدارس الثانوية أنجبت الكثير من رجال مصر منهم الزعماء ورجال السياسة والقضاء ورجال التعليم والأدباء والفنانين والمفكرين. وكان أول مدير للمدرسة هو رفاعة الطهطاوي.

## تسمية
أطلق عليها المدرسة التجهيزية ثم أطلق عليها الاسم الحالي (المدرسة الخديوية الثانوية العسكرية بنين) في الأول من نوفمبر عام 1889.

## موقع
أنشئت المدرسة الخديوية في سنة 1852 بالقصر العينى بالقاهرة وكانت تعد تلاميذها للمدارس الحربية وتقبل أبناء الشراكسة والأغريق والأتراك فكان العنصر المصري قليلاً بين تلاميذها. نقلت المدرسة بعد ذلك إلى أبي زعبل ثم نقلت إلى حي العباسية سنة 1863 ثم نقلت إلى شارع درب الجماميز في المكان الحالي بحي السيدة زينب شارع بورسعيد.

## مدة الدراسة
كانت مدة الدراسة في المدرسة أربع سنوات. ابتدأت المدرسة بنظام المدارس الداخلية وكانت الدراسة فيها بالمجان.

## قوانين
كانت العقوبات التي توقع على المذنبين من التلاميذ هي الإنذار ثم التأنيب أمام التلاميذ ثم لبس الجاكتة مقلوبة ثم الحجز في غرفة خاصة ثم الحرمان من الخروج ثم الحبس في غرفة مظلمة مع الاقتصار على الخبز والماء ثم الضرب بالكرباج. وقد تغير العقاب الآن إلى استدعاء ولي الأمر ثم الفصل نهائيا.

## أهم الخريجين
من خريجين هذه المدرسة العريقة:
- علي باشا مبارك
- أمير الشعراء أحمد شوقي
- زعيم الحركة الوطنية مصطفى كامل
- الجراح العالمي علي باشا إبراهيم
- محمد لطفي جمعة
- أحمد لطفي السيد
- رئيس الوزراء علي ماهر باشا
- الفنان الكبير محمود المليجي
- الكابتن محمد لطيف
- الفنان الكبير نور الشريف
- رائد الأعمال الكبير محمد إبراهيم